# マッシモ・ジロッティ
マッシモ・ジロッティ（Massimo Girotti、1918年5月18日 - 2003年1月5日）は、イタリアの俳優。

## 略歴
1940年に映画デビュー。

## 出演映画
- 郵便配達は二度ベルを鳴らす Ossessione (1943)
- 無法者の掟 In nome della legge (1948)
- 剣闘士スパルタカス Spartaco (1953)
- 夏の嵐 senso (1954)
- 潜水艦浮上せず Lupi nell'abisso  (1959)
- 皇帝のビーナス Venere imperiale (1962)
- テオレマ Teorema (1968)
- 姉妹 Le Sorelle (1969)
- SOS北極... 赤いテント The Red Tent (1970)
- 王女メディア Medea (1970)
- ラストタンゴ・イン・パリ Last Tango in Paris (1972)
- パリの灯は遠く Mr. Klein (1976)
- 卍/ベルリン・アフェア The Berlin Affair (1985)